# Фаткуллин, Александр Рафаилович
Александр Рафаилович Фаткуллин (род. 22 ноября 1961, Новосибирск) — советский и российский хоккеист, защитник. Мастер спорта СССР международного класса.

## Биография
Воспитанник новосибирского хоккея, первый тренер Геннадий Колесников. В сезоне 1977/78 дебютировал в клубе первой лиги «Сибирь» Новосибирск. В сезоне 1983/84 в составе команды играл в высшей лиге. Пять сезонов (1985/86 — 1989/90) отыграл за московский «Спартак», дважды становился лучшим бомбардиром среди защитников команды (1986/87 — 11 очков, 1987/88 — 21 очко). бронзовый призёр чемпионата СССР (1984/85). В конце сезона 1989/90 перешёл в «Крылья Советов», в следующем сезоне завоевал бронзовую медаль чемпионата. После начала сезона 1991/92 уехал в швейцарский «Кур», пять лет выступал в Финляндии за клубы «ЙоКП» (1992/93), «СаПКо» (1992/93 — 1993/94), «Хермес» (1993/94), «Титаанит» (1994/95 — 1996/97). Сезон 1997/98 начал в ЦСКА, но вернулся в Финляндию, где играл за «СаПКо» и «КооКоо». В сезоне 1998/99 провёл один матч за «Сибирь», играл за МГУ (1999/2000 — 2000/01). Выступал за любительские клубы «Вастомъ» Москва (2002/03), «Луч» (Сергиев Посад, 2003—2005), «Бизнес Кар» Москва (2004/05). Провёл три матча за «Велком» (2004/05).
Бронзовый призёр чемпионата Европы среди юниорских команд (1979). Победитель хоккейного турнира зимней Универсиады 1985. Играл за сборную СССР, победитель «Приза „Известий“» (1986).
Играющий тренер МГУ (2001/02). Тренер команды 1988 г. р. клуба «Белые медведи» (2002/03). С 2011 года — тренер-селекционер в СДЮШОР «Динамо» Москва, глава скаутской службы академии клуба.